# Pseudomaraces birmanicus
Pseudomaraces birmanicus är en stekelart som beskrevs av Heinrich 1975. Pseudomaraces birmanicus ingår i släktet Pseudomaraces och familjen brokparasitsteklar. Inga underarter finns listade i Catalogue of Life.